# Aegomorphus coniferus
Aegomorphus coniferus es una especie de escarabajo longicornio del género Aegomorphus,  subfamilia Lamiinae. Fue descrita científicamente por Zajciw en 1963.
Se distribuye por América del Sur, en Brasil. Mide 14-17 milímetros de longitud.